# Long-ESA (літак)

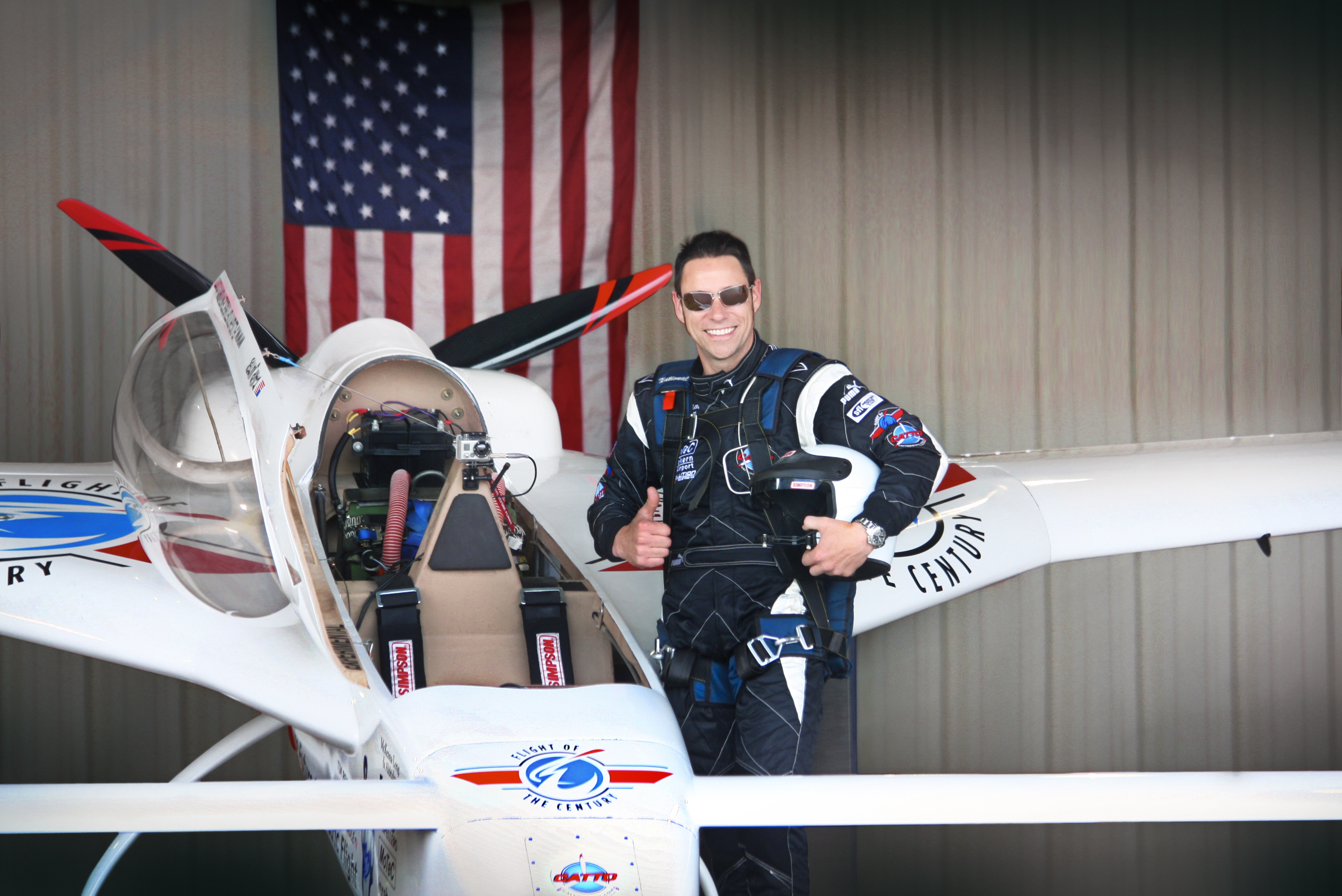
Чіп Єтс поруч з літаком Long-ESA

Long-ESA — модифікація літака Rutan Long-EZ оснащена двигуном компанії «Flight Of The Century», який в липні 2012 року встановив рекорд швидкості для літаків з електричними двигунами.
При випробуваннях швидкість літака сягала 326 кілометрів на годину. Пілотував літак Чіп Єтс, власник та президент компанії «Flight Of The Century», пілот.
Літак обладнаний двигуном потужність 238 кінських сил.

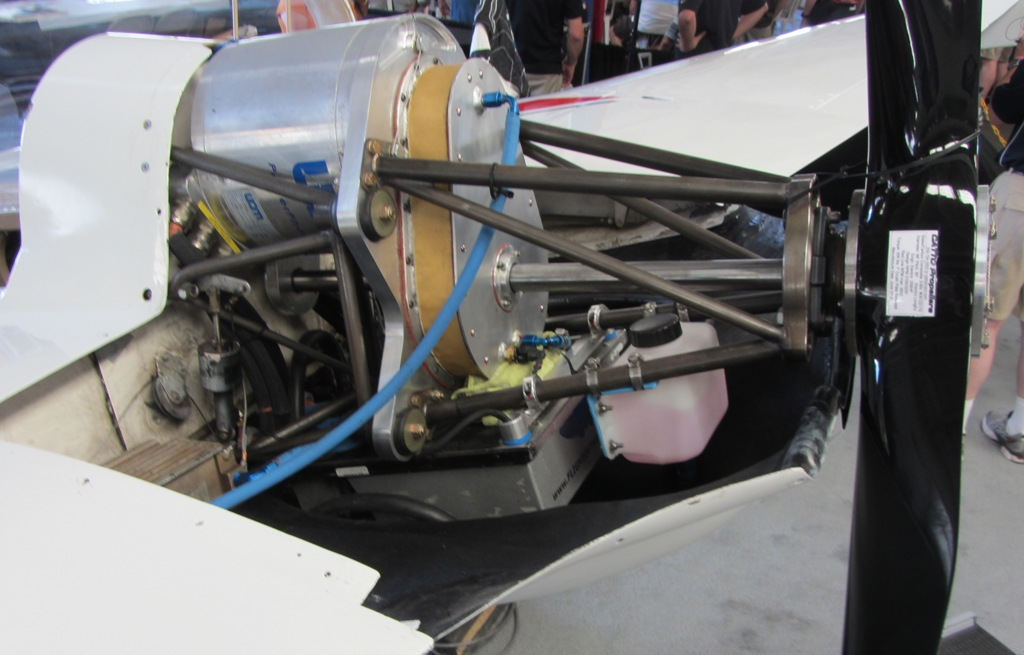
Електричний двигун «Flight Of The Century» встановлений на літаку Long-ESA

## Див. також

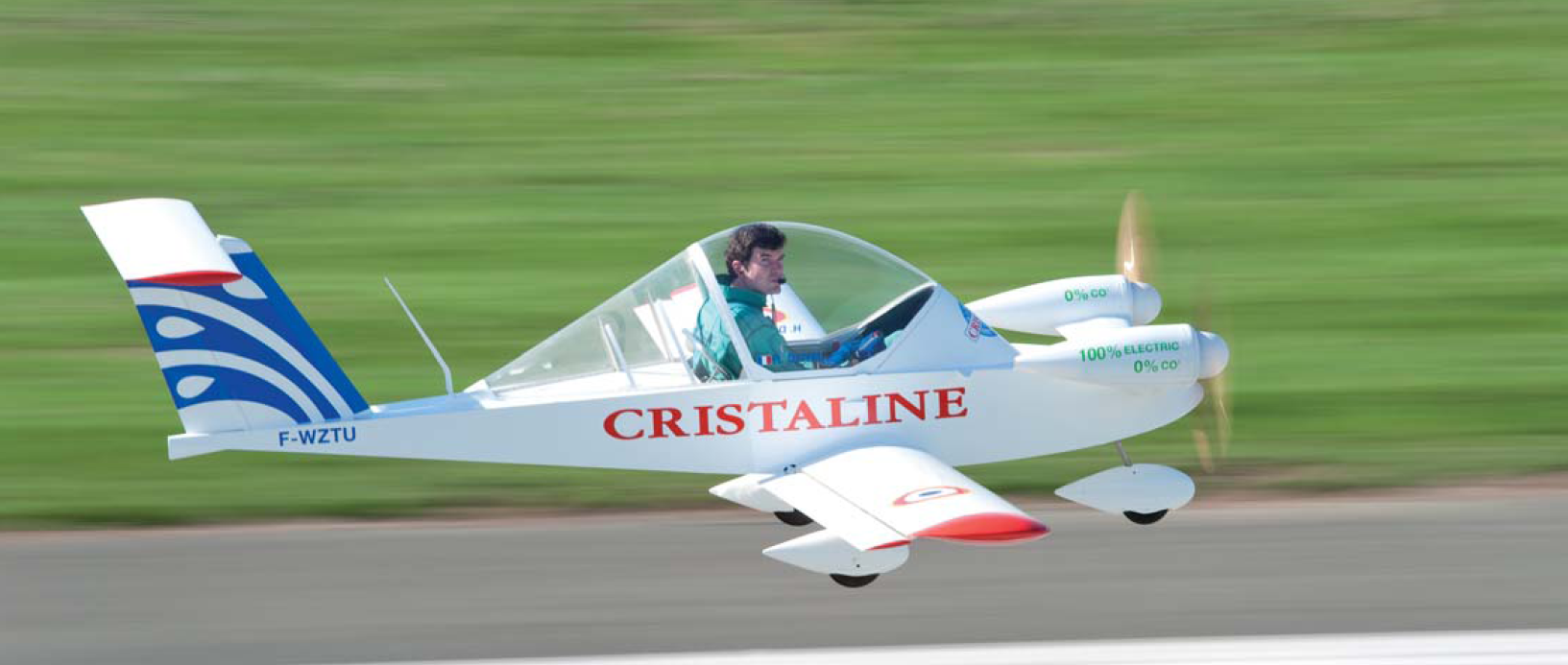
Модифікація літака Cri-Cri оснащеного 2-ма електричними двигунами
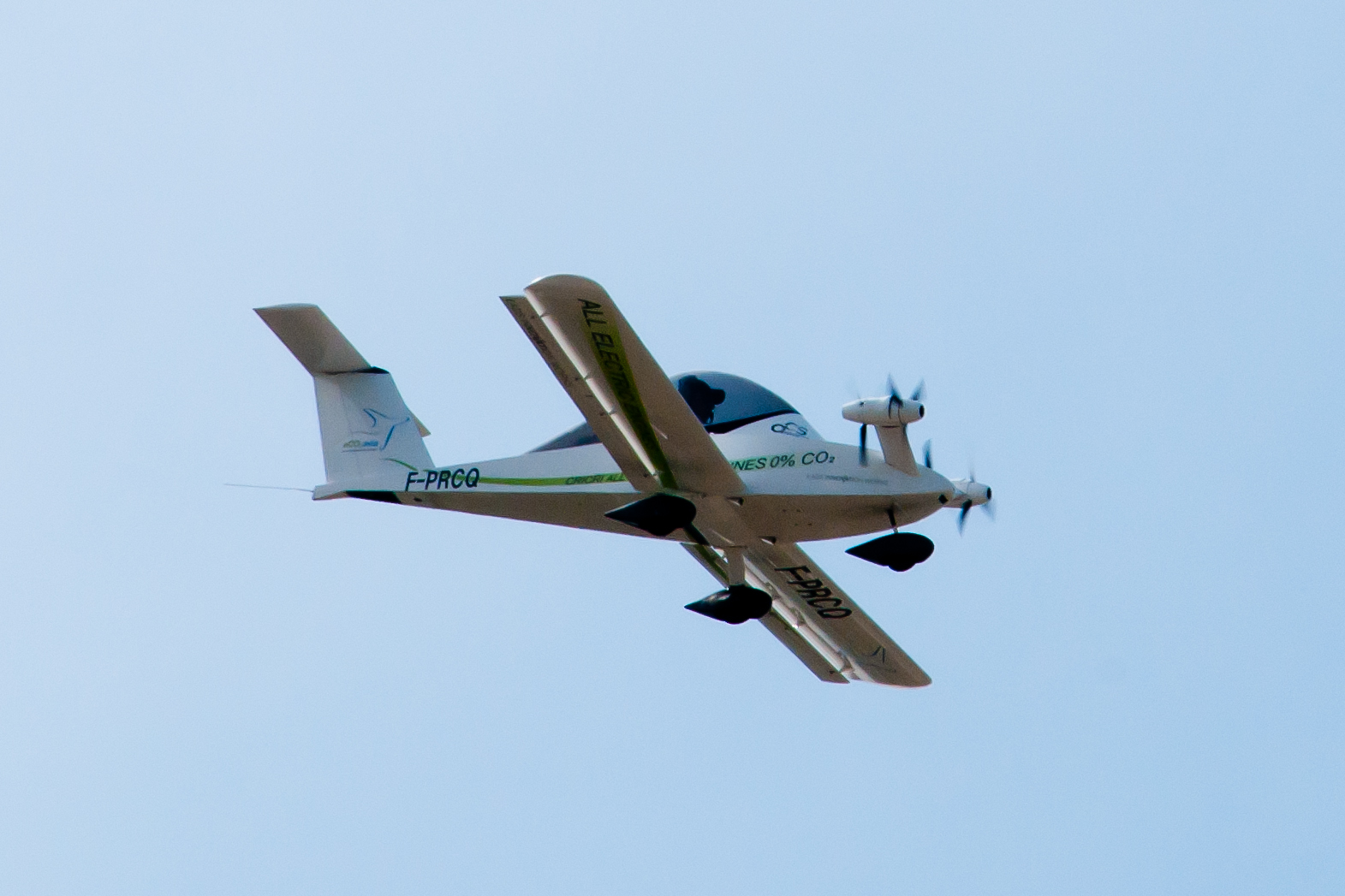
Модифікація літака Cri-Cri оснащеного 4-ма електричним двигунами